# Sans Atout, le cadavre fait le mort
Sans Atout, le cadavre fait le mort est un roman policier pour la jeunesse de Boileau-Narcejac, paru en 1987. C'est le septième roman sur huit consacré aux aventures de Sans-Atout.

## Résumé
Le jeune François passe ses vacances de Toussaint chez son oncle Robert, un professeur qui habite à Saint-Vincent-la-Rivière, un petit village près de Paris. Robert est responsable du plan ORSEC. Ce plan consiste à voir combien de temps les secours mettent à arriver sur le lieu de l'accident et comment les hôpitaux s'organisent quand il y a des urgences. Pour ça, il faut des volontaires qui feront semblant d'être blessés. François va participer au déroulement du plan. 
Le jour de l’examen du plan, François doit se mettre à l'arrière d'un bus et attendre qu’on vienne le sauver. Il attend longtemps ! Lorsque les secours arrivent enfin, on s’aperçoit qu’un certain Corbineau a été assassiné. La nouvelle se répand très vite dans le village. La police a trouvé sur le corps une lettre anonyme qui disait : « C'est ton tour. Mais il y en aura d'autres. » Elle était signée : "Le Hibou". 
C'est alors la pagaille à Saint-Vincent-la-Rivière. Le commissaire Cervin interroge François. Il veut en particulier savoir si François a entendu du bruit : il a effectivement entendu des sortes de grincements. Ce pourrait être le grincement de semelles cloutées… Quatre hommes sont suspectés, mais tous refusent d’avouer.  Quelques morts plus tard, les deux cousins se creusent toujours la tête. Nos enquêteurs finiront par trouver les coupables en s’interrogeant sur les liens familiaux qui unissent certains villageois…